# Gutskapelle Niedergandern

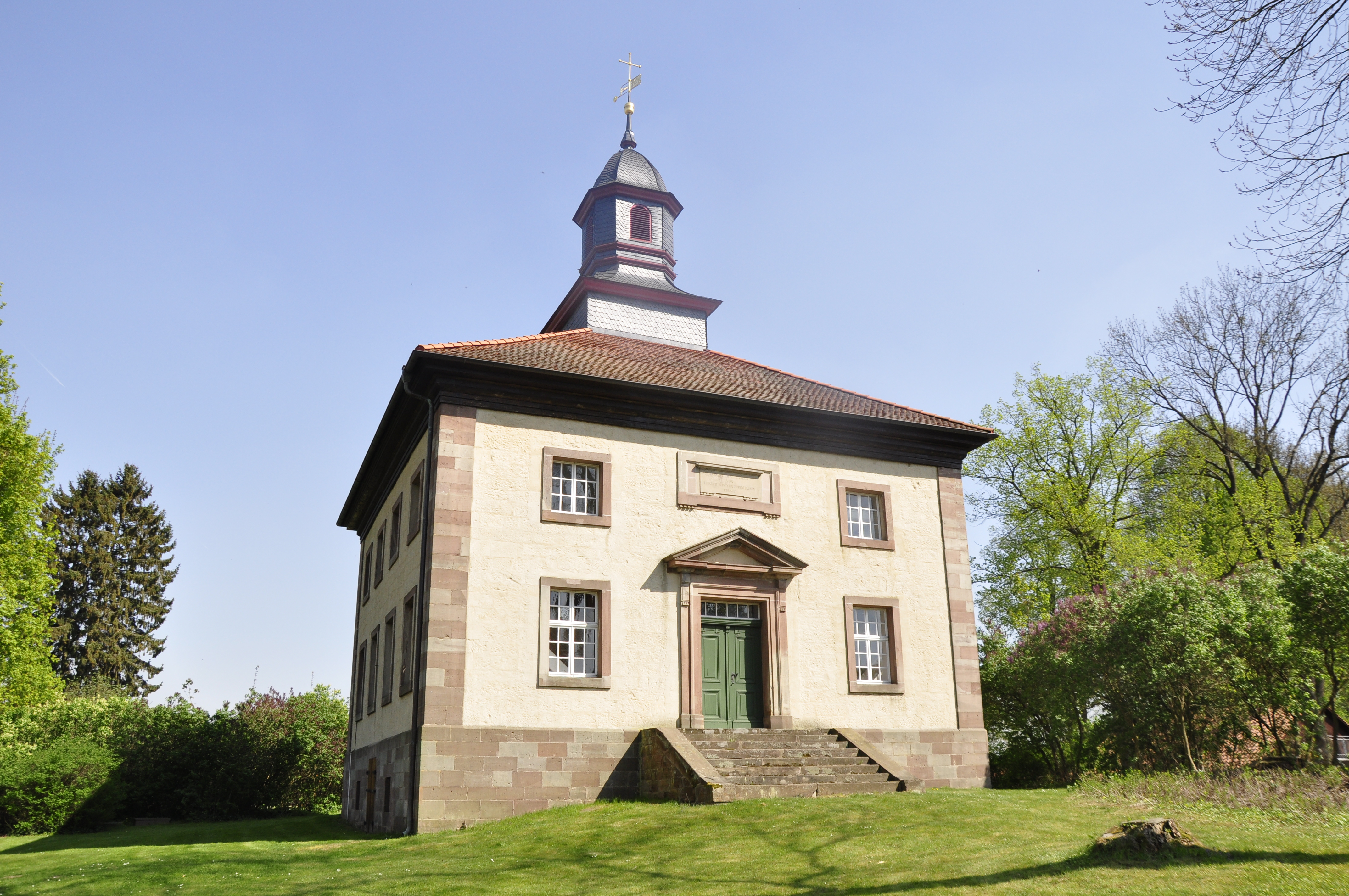
Die Kapelle von der Westseite. Über dem hier nicht-öffentlichen Eingang befindet sich eine Steintafel mit der Aufschrift „1800 ist diese Capelle von Heinrich Bodo von Bodenhausen erbaut“

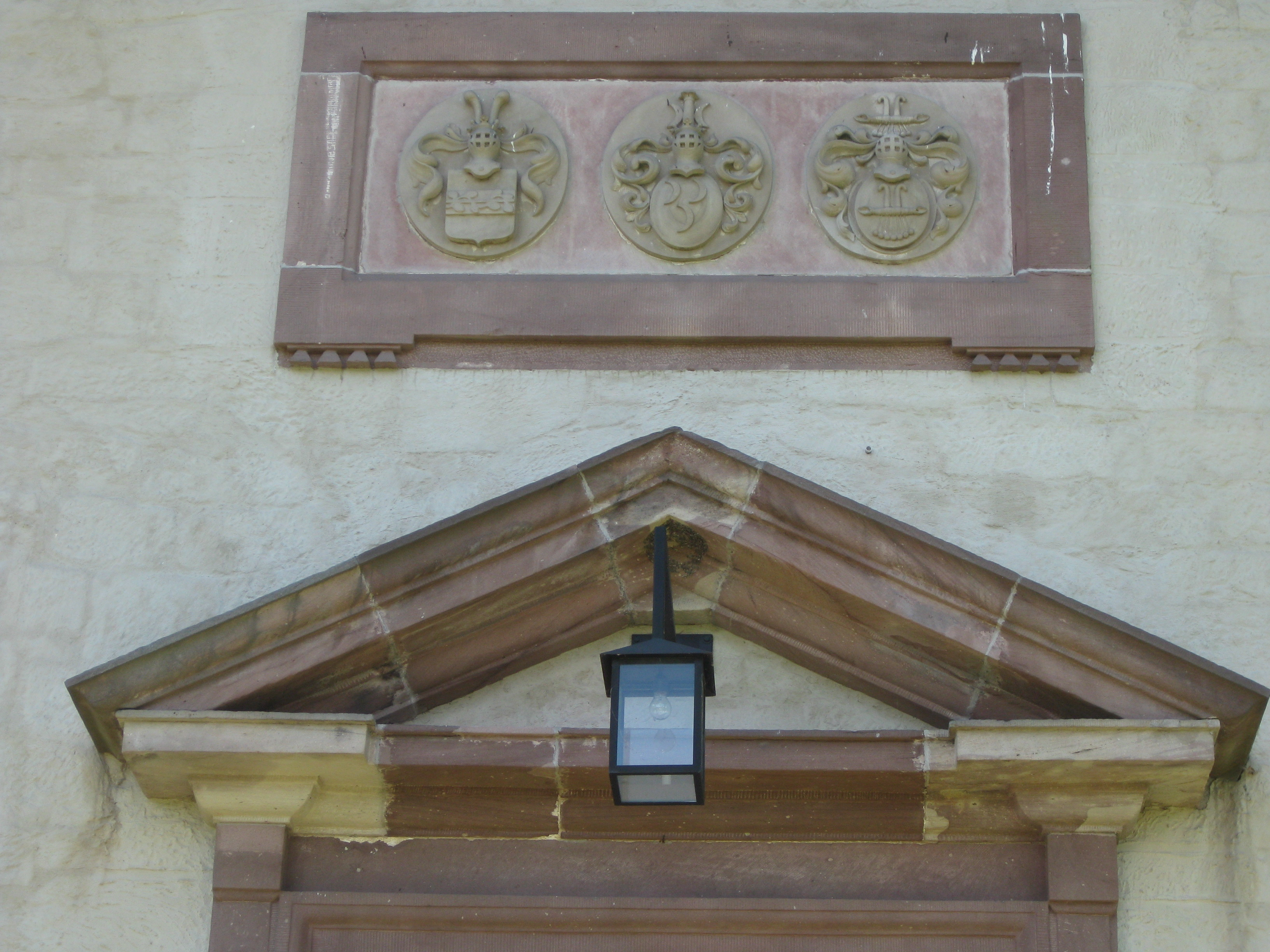
Steintafel über dem Haupteingang (Ostseite) mit den Wappen (v. l. n. r.) der Familien von Oheimb, von Bodenhausen und von der Wense

Die Gutskapelle in der Ortschaft Niedergandern entstand Ende des 18. Jahrhunderts im klassizistischen Stil. Sie gehört zum Rittergut Niedergandern und befindet sich bis heute im Eigentum der hier ansässigen Familie von Bodenhausen. Die evangelisch-lutherische Gemeinde Niedergandern-Hottenrode im Kirchenkreis Göttingen der Evangelisch-lutherischen Landeskirche Hannovers feiert in der Kapelle ihre Gottesdienste.

## Geschichte und Architektur
Die Kapelle des Gutshofes befand sich ursprünglich in einem 1616 errichteten Gebäude, das heute als Teil des Gutshofanlage als Wohnung dient. Eine deutlich größere Kapelle wurde von Heinrich Bodo von Bodenhausen in den Jahren 1798 bis 1802 auf einem Hügel (genannt „Hopfengarten“) rund 100 Meter entfernt vom Gutshof errichtet.
Der sehr gleichmäßige Bau ist quadratisch. Er besteht aus einer Kellergruft sowie dem etwa einem Meter über dem Hügelboden liegenden Kirchraum. Die Empore ist über Treppen im Kirchraum sowie über den nicht-öffentlichen Bereich hinter dem Altar erreichbar. Die Kapelle hat auf der ostwärtigen Frontseite sowie der westwärtigen Rückseite je einen mittigen Eingang mit Treppe und zweiflügeliger Tür. An der Nordseite gibt es einen – ebenfalls mittigen – Zugang zu der Gruft. An Nord- und Südseite befinden sich je vier Fenster im Kirchraum sowie dem Emporenstockwerk. An West- und Südseite gibt es wegen der Türen und oberhalb angebrachter Steintafeln nur je zwei Fenster unten und oben.

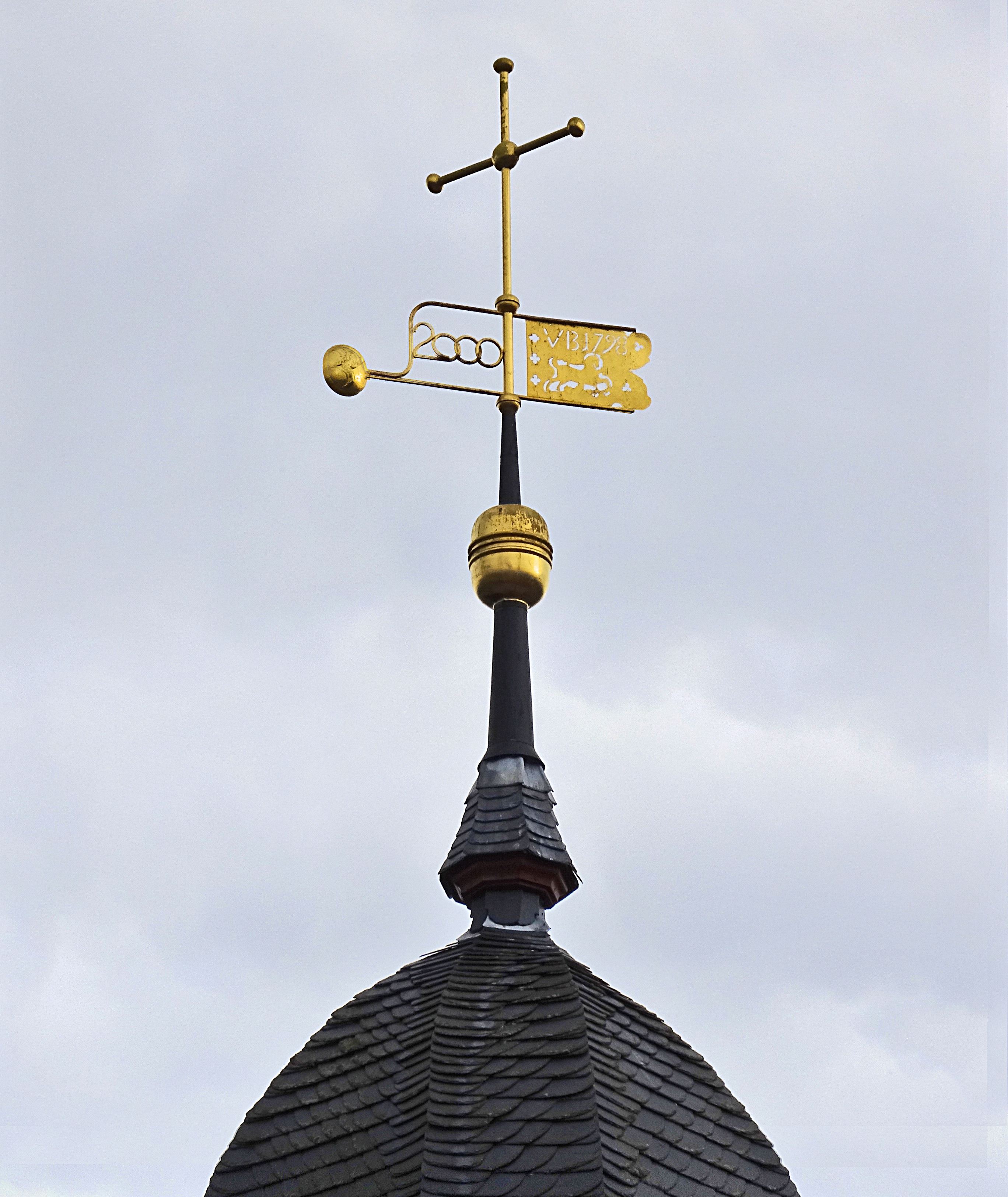
Wetterfahne

Der Kirchraum besteht aus einem dreiviertelrunden und höhengestaffelten Kirchgestühl, das mit zweimal vier Bankreihen in der Mitte und je drei Bankreihen an den Seiten rund 80 Gottesdienstbesuchern Platz bietet. Die effektive Anordnung auf kleinem Raum erinnert an ein Amphitheater. Auf der Empore, die dem Kirchgestühl folgend verläuft, können rund 40 weitere Personen sitzen. Über dem Altar befindet sich die Kanzel. Gegenüberliegend steht auf der Empore eine Orgel mit 12 Registern, die 1811 von Johann Wilhelm Schmerbach dem Mittleren gebaut wurde. Sie wurde 1984/1985 von Martin Haspelmath renoviert, dabei wurden 4 Register rekonstruiert.
Auf dem Dach befindet sich ein als Turm ausgeprägter Dachreiter, der von einer kugelgelagerten Stahlwetterfahne gekrönt wird. Bei Instandsetzung der Spitze wurde diese Fahne mit ihrem kupfernen Windblatt (mit dem Niedersachsenross) in den Jahren 1999/2000 teilweise ersetzt und erneut blattvergoldet.

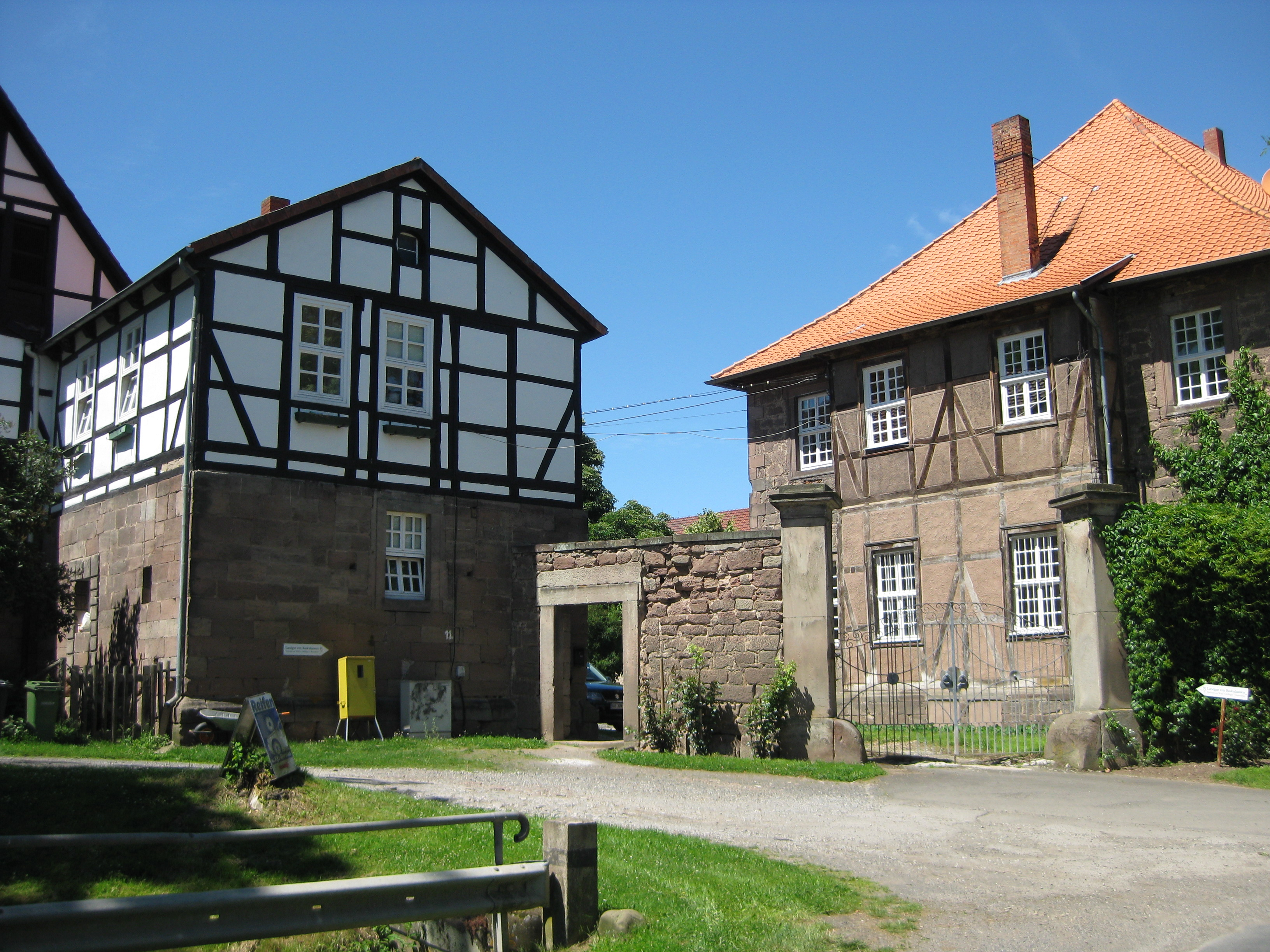
Die weißgetünchte ehemalige Kapelle links vom Eingang zum Gutshof in Niedergandern, heute als Wohnung genutzt

Etwa zur Jahrhundertwende wurde die Kapelle erstmals umfassend renoviert. In den 1960er Jahren wurde der Innenraum überholt und 1971 musste der Turm – der ursprünglich eine Uhr trug – neu eingedeckt werden. Die Gruft unter dem Kirchraum wurde bis 1912 zur Bestattung von Angehörigen der Familie von Bodenhausen genutzt. Hier befinden sich heute noch Särge. Nach Aufgabe der Bestattung dort werden Familienmitglieder nun auf dem Nordteil des Kirchhügels oder auf dem Friedhof der nahegelegenen Kirche Hottenrode beigesetzt. Der Gemeinde in Niedergandern steht die Kapelle zu Gottesdiensten zur Verfügung. Auch Trauungen können hier abgehalten werden.